# Oberbiel

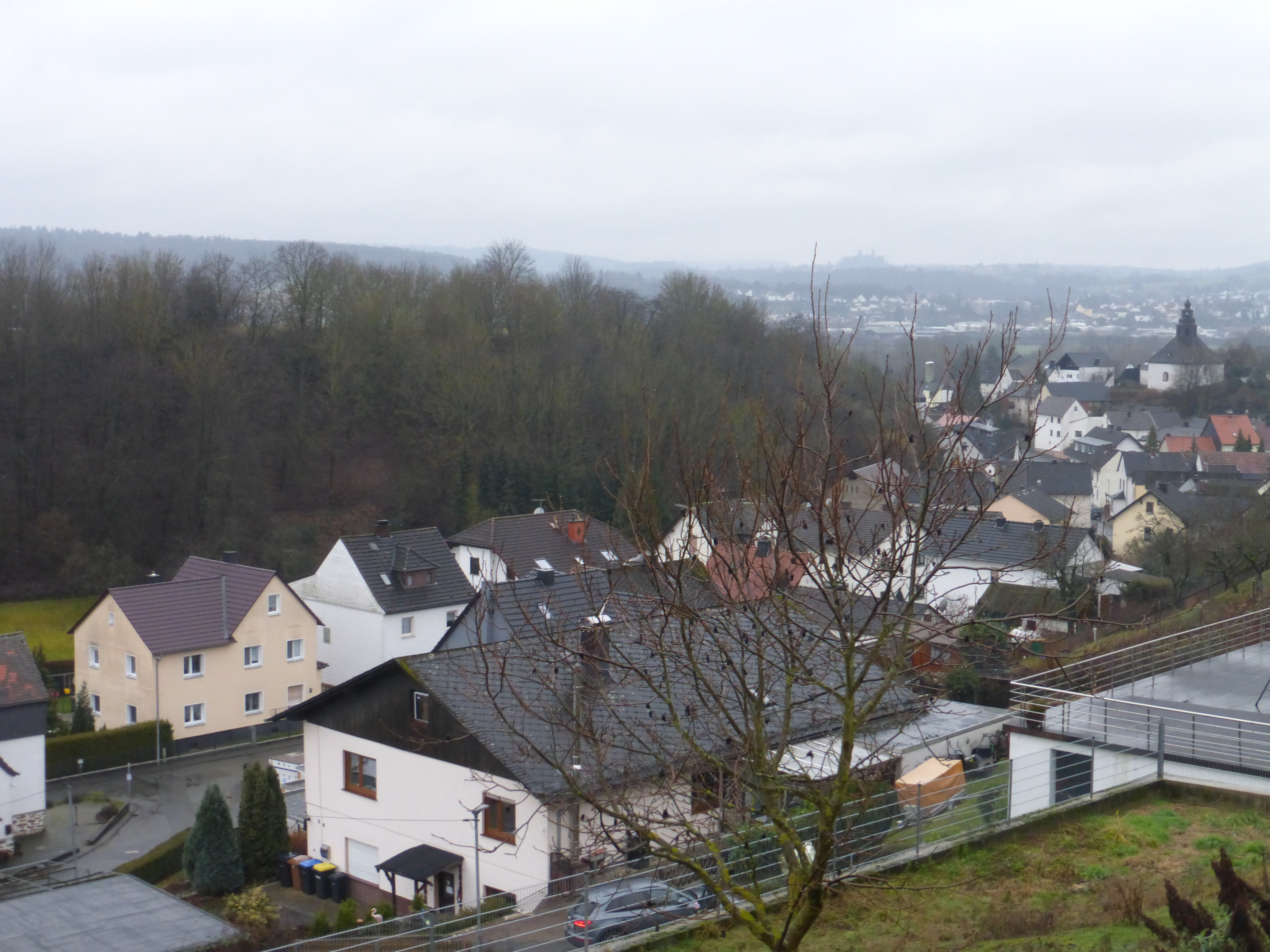
Oude dorpskern met Knottenberg en Kirchberg (Aan de horizon: Slot Braunfels)

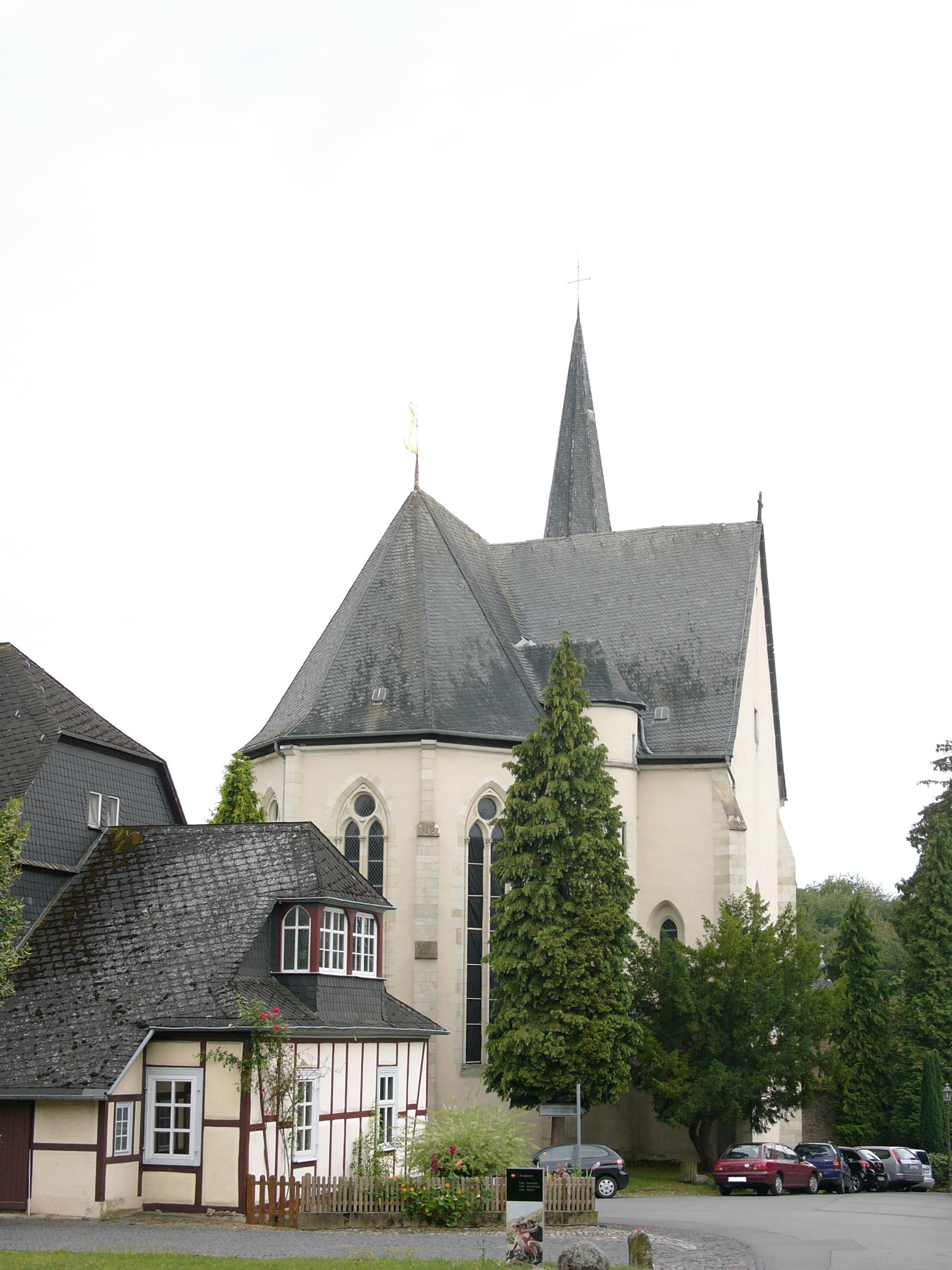
Kloosterkerk van Altenberg in de buurt van Oberbiel: Werk- en begraafplaats van Gertrudis van Altenberg (1227-1297), jongste dochter van Elisabeth van Thüringen (1207-1231)

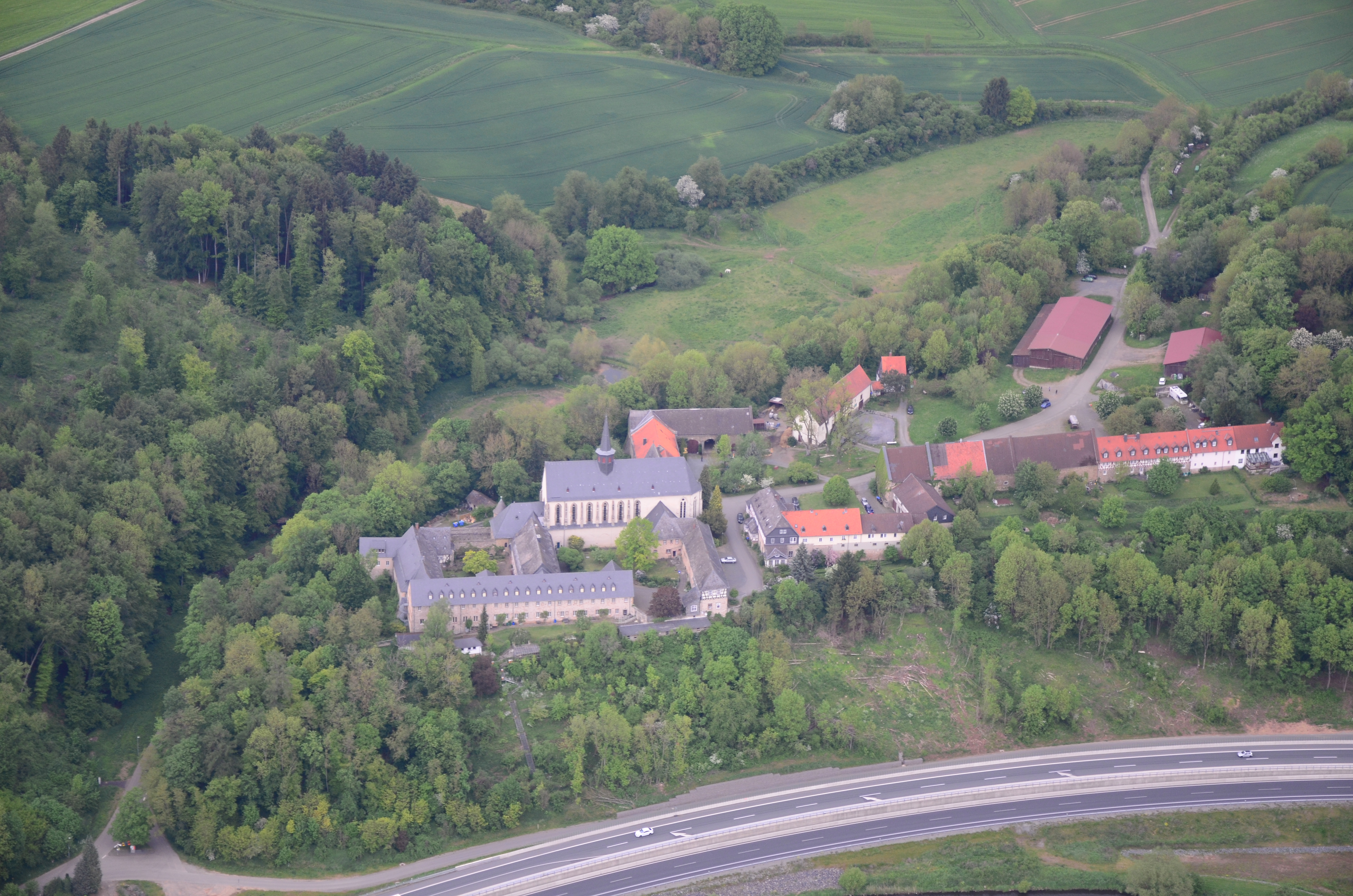
Kloostercomplex

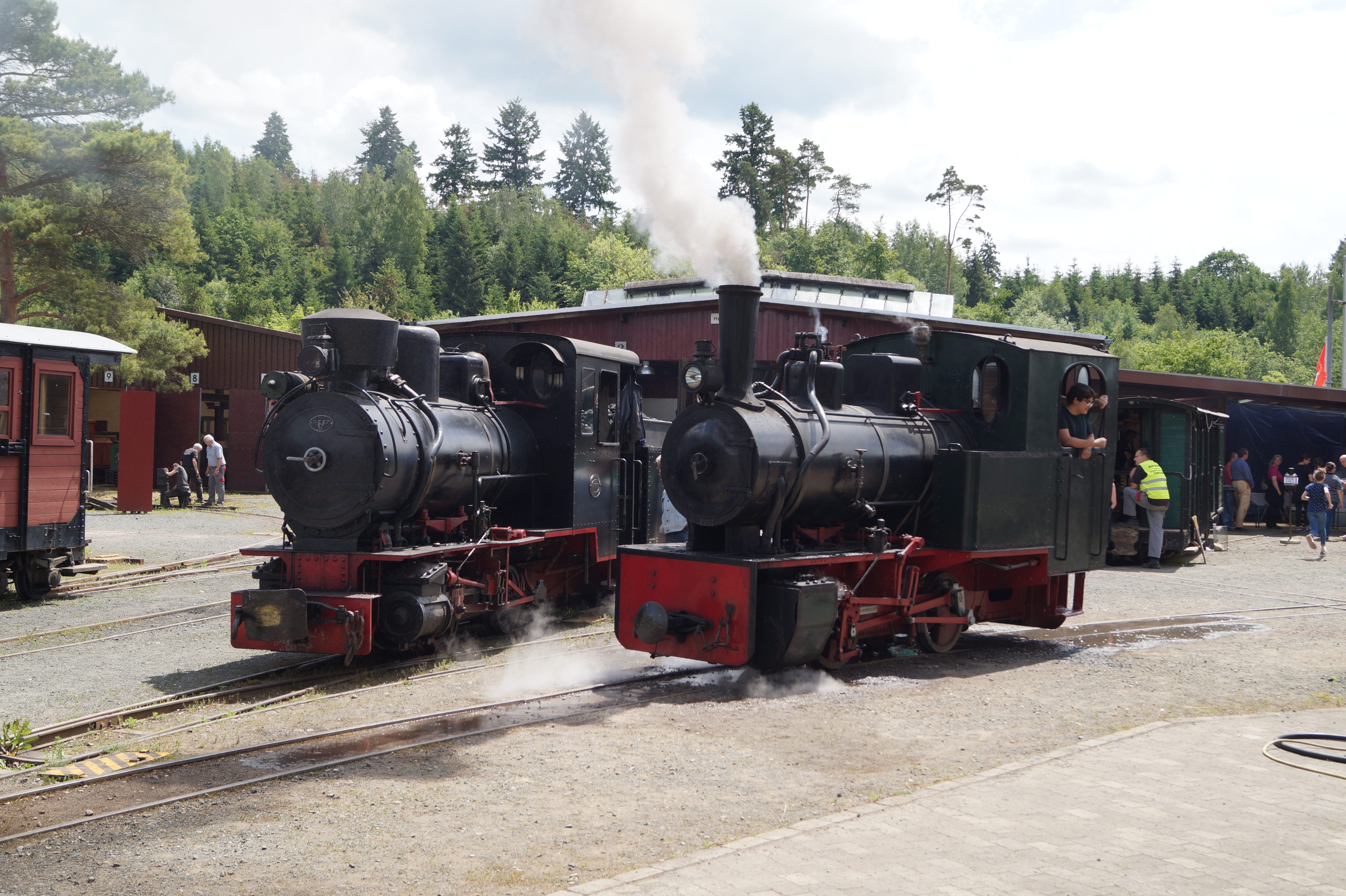
Mijnmuseum "Grube Fortuna"

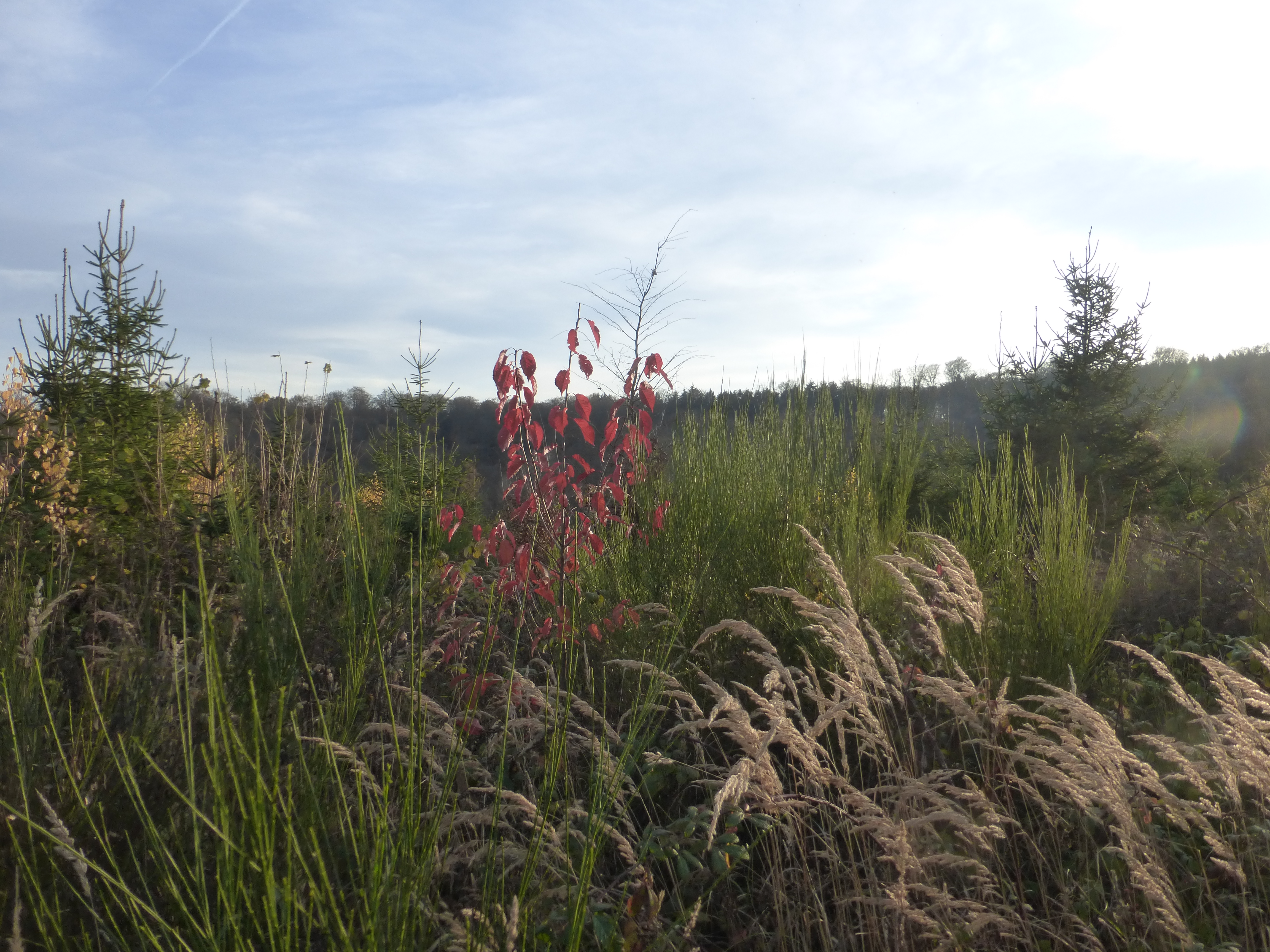
Boslandschap

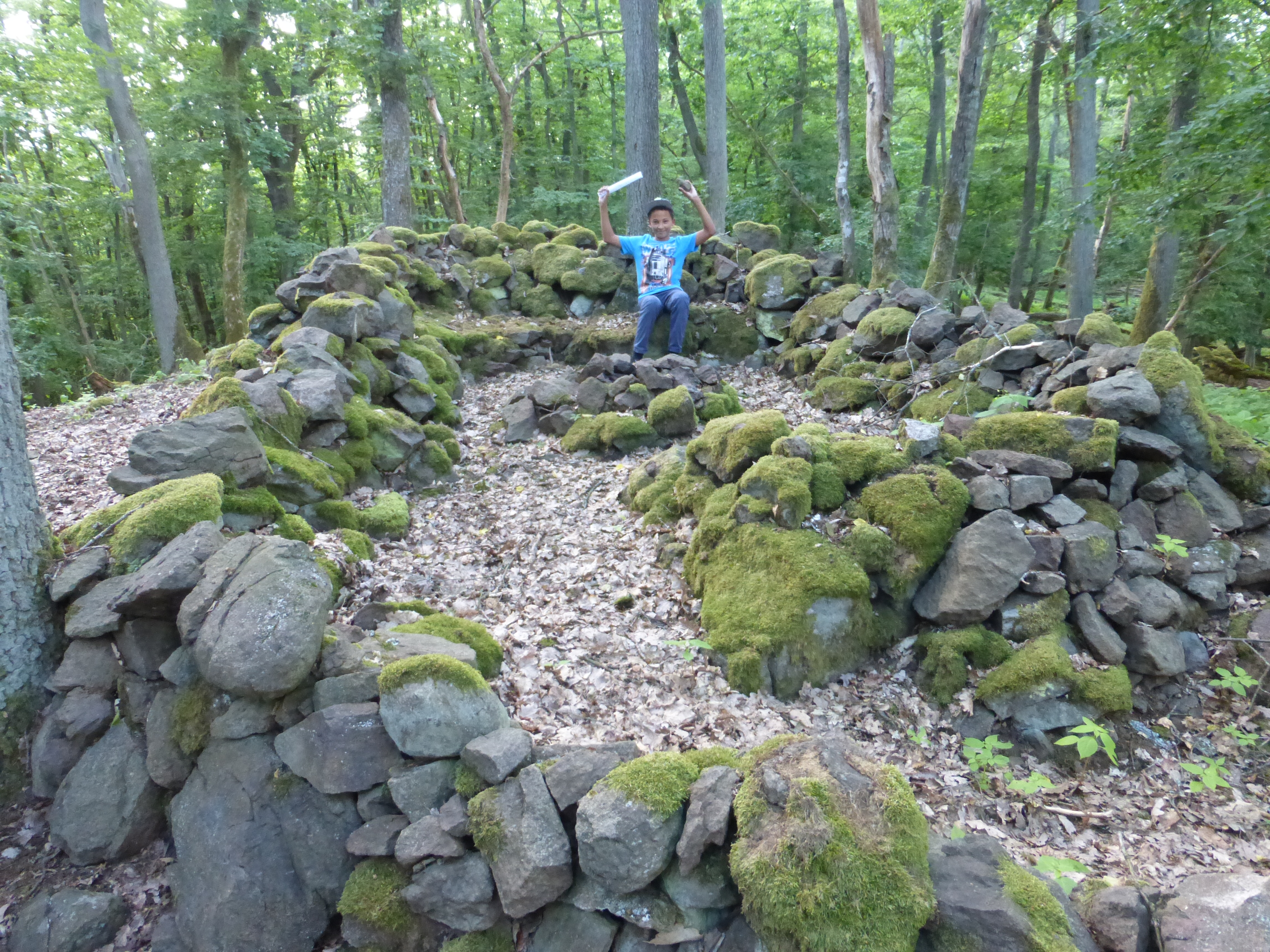
Diep verborgen in het bos: De Stenen Bank (mogelijk een oude jachtpost)

Oberbiel [in dialect: O:wn'bejl ] is een plaats in de Duitse gemeente Solms op de Lahn, deelstaat Hessen, en telt 2760 inwoners (2006).